# Bandiagara
Bandiagara ist eine Stadt in der Region Mopti im westafrikanischen Staat Mali. Sie ist Hauptstadt des gleichnamigen Landkreises. Bandiagara liegt oberhalb der Felsen von Bandiagara (Falaise de Bandiagara), einer Sandstein-Steilstufe im Land der Dogon, die nach Süden auf einer Länge von 200 Kilometern fast senkrecht und bis zu 250 Meter tief in die Gondo-Ebene abfällt.
Der Kreis Bandiagara umfasst 21 Gemeinden, darunter die Gemeinde Sangha, die als Zentrum der Dogon-Kultur gilt. Die Stadt Bandiagara hat 25.564 Einwohner (Zensus 2009). Bevor die Dogon dort lebten, wurde das Gebiet von den Tellem und den Toloy bewohnt. Viele Bauwerke erinnern an die Kultur der Tellem.
Anfang der 2000er Jahre führten Einheimische die Touristen durch die Höhen des Bandiagara, um die Dörfer der Dogon zu besuchen. Verschiedene Pfade führen über die Anhöhen. Die „wechselseitige(n) Fremdheitserfahrungen von Touristen und Einheimischen im Land der Dogon (Mali)“, rund um die Falaise de Bandiara, untersuchen seit etwa 2000 deutsche Pädagogen. Durch die Nähe zum seit April 2012 von der islamistischen Gruppe Ansar Dine kontrollierten Norden Malis (Azawad) kam allerdings der Tourismus zum Erliegen.

## Söhne und Töchter der Stadt
- Amadou Hampâté Bâ (1900/01–1991), Schriftsteller und Ethnologe
- Oumar Ba (1906–1964), Politiker
- Yambo Ouologuem (1940–2017), Schriftsteller
- Young Deenay (* 1979), Rapperin